# Município Cazenga
Município Cazenga är en kommun i Angola.   Den ligger i provinsen Luanda, i den nordvästra delen av landet. Huvudstaden Luanda ligger i Município Cazenga.[källa behövs]
Omgivningarna runt Município Cazenga är i huvudsak ett öppet busklandskap. Runt Município Cazenga är det tätbefolkat, med 849 invånare per kvadratkilometer.